# タブリーズのバザール
座標: 北緯38度04分50.78秒 東経46度17分32.23秒 / 北緯38.0807722度 東経46.2922861度
タブリーズのバザール（ペルシャ語:بازار تبریز、英語:Bāzār Tabriz）あるいは、タブリーズの歴史的商業施設は、イラン・タブリーズにある中東最古のバザールであると同時に、世界中でもっとも長い商業施設である。2010年、ユネスコの世界遺産に登録された。
タブリーズは、考古の時代より交易の交差路としての役割を果たしてきており、タブリーズのバザールは、タブリーズの中心街にある。
タブリーズのバザールは、金及び宝石を取り扱うアミール・バザール、ペルシャ絨毯を扱うモッザファリーエ・バザールなどさまざまな物品を取り扱う複数のバザール施設が複合して構成されている商業施設である。
今日でも、タブリーズのバザールでは新規の店舗が開設され続けている。そして、今日もなお、イラン北西部の経済の中心地として機能している。
また、タブリーズのバザールは、19世紀以後のイラン史において、重要な役割を果たしてきた。タバコ・ボイコット運動においては、当時のイランにおいて、タバコ生産の最大の地域であったことを背景に、住民がナーセロッディーン・シャーに対して、イギリスへ供与した利権の破棄の電報を打った場所として記録に残った。また、19世紀以降、タブリーズはイランの対ロシア・ヨーロッパ貿易の中継都市としての発展を遂げ、そのために西欧の新しい政治思想をいち早く吸収することが出来たために、イラン立憲革命の際にも、第一議会に全国的に先駆けて、立憲派のタブリーズ・アンジョマンが結成された場所であった。
2019年5月8日の夜9時頃に火災が発生し、消火に6時間を要した。16名ほどが軽傷を負い、150店舗ほどが損害を受けた。
タブリーズのバザールは、アーシューラーの際には、10日間商取引を停止し、宗教的行事が営まれる場所でもある。中東のほかのバザールと同様に、タブリーズのバザールも例外ではなく、バザールの後背地にはモスクが建設されており、タブリーズの場合には、ジャメー・モスク（en）がそれに該当する。